# Alojz Žokalj
Alojz Žokalj, partizansko ime Džidži, slovenski generalmajor JLA, * 23. december 1918, Krška vas, Brežice, † 17. maj 2003, Ljubljana

## Življenje in delo
Končal je trgovsko šolo v Celju in se pred 2. svetovno vojno zaposlil v odvetniški pisarni Zdolšek v Brežicah. Kmalu po okupaciji Kraljevine Jugoslavije se je pridružil partizanom na Dolenjskem. V času NOB je bil med drugim politični komisar 4. bataljona brigade Ivana Cankarja, 12. slovenske narodnoosvobodilne udarne brigade in 14. divizije. Februarja 1945 je odšel na šolanje v Sovjetsko zvezo, 1947 pa končal vojaško akademijo v Beogradu in bil na njej kasneje tudi predavatelj. V JLA je opravljan še dolžnost poveljnika divizije in načelnika štaba korpusa. Bil je tudi v diplomatski službi, med drugim je bil vojaški ataše na jugoslovanskem veleposlaništvu v Budimpešti in Sofiji. Po letu 1962 pa je bil tudi sekretar za promet in zveze v Izvršnem svetu Socialistične republike Slovenije. Je nosilec partizanske spomenice 1941.